# Edmondo Puecher
Edmondo Francesco Ermete Puecher (Rovereto, 18 ottobre 1873 – Trieste, 25 novembre 1954) è stato un avvocato e politico italiano, patriota, irredentista e socialista triestino.

## Biografia
Nacque a Rovereto (Trento) il 18 ottobre 1873, allora sotto l'Impero austro-ungarico. Frequentò il liceo a Graz, successivamente l'Università a Trieste e Roma, laureandosi in giurisprudenza.
Trasferitosi in giovane età a Trieste, fu Vicepresidente del Comitato di Salute Pubblica in attesa dell'arrivo nel capoluogo giuliano delle truppe italiane alla fine della prima guerra mondiale.
Fondò la prima "Cassa Malati" italiana. Nel 1921 difese in tribunale Giovanni Pippan e i minatori della Repubblica di Albona. Con l'avvento del fascismo si ritirò dalla vita politica per esercitare la professione di avvocato. Il 17 dicembre del 1943, venne arrestato dalle SS a Trieste nella sua casa di via Carducci, 12 e deportato nel Campo di concentramento di Dachau dove rimase prigioniero fino al 29 aprile del 1945 quando viene liberato dalle truppe statunitensi. Sempre nel 1945 fu eletto deputato alla Consulta nazionale.
Diventò il 1º Presidente della Zona libera di Trieste, Amministrazione Militare Alleata ("Zona A"), collaborando con gli Alleati nell'amministrazione della città.
Ormai minato nel fisico e cieco, morì a Trieste nel 1954.